# Île à Bacchus
Pour les articles homonymes, voir Bacchus (homonymie).
L'île à Bacchus est une petite île du sud du Morbihan, à proximité de Pénestin, en France.

## Description

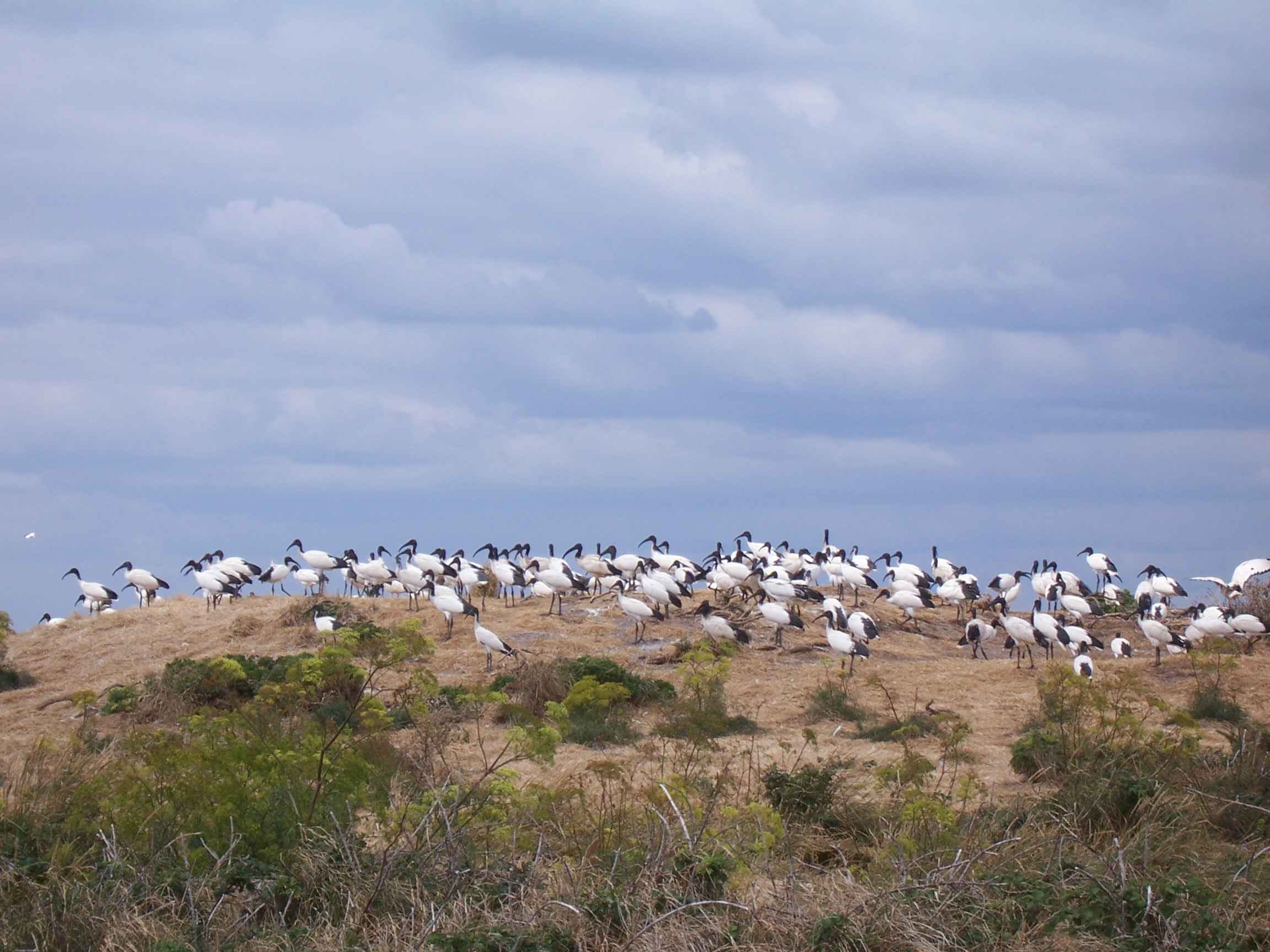
L'île et sa colonie d'ibis.

L'île à Bacchus est une île continentale de la commune de Pénestin, dans le Morbihan. Elle se trouve dans le Mor braz à 600 m au sud-est de la plage du Bile, sur la côte sud de la commune. L'île du Bechet est située à 500 m au nord, l'île d'Aloès à 200 m au nord-ouest, la pointe du Bile à 700 m au nord-est. C'est une île inhabitée de forme grossièrement circulaire, mesurant environ 100 m de diamètre pour une superficie de près de 0,9 ha. Elle est quasiment intégralement entourée de falaises recouvertes de végétation et culminant sur son côté ouest à une douzaine de mètres. Elle possède trois plages de petite taille orientées vers la côte.
La zone entre la côte et l'île est en grande partie consacrée à l'ostréiculture et à la mytiliculture. L'île à Bacchus est accessible à pied lors des grandes marées et c'est un endroit connu des amateurs de pêche à pied.
L'île est une réserve biologique,,. On y trouve en particulier une colonie d'ibis. Pour cette raison, l'accès du public est limité aux plages, interdit sur les rochers.

## Histoire
L'île doit son nom à un récit rapporté par le géographe antique Strabon (Géographie, livre IV, chapitre IV) ; il aurait assisté à des rites d'origine druidique assimilables selon lui à une colère destructrice d'inspiration bachique.
Sous l'Ancien Régime, l'île est placée dans la dépendance du marquisat d'Assérac. Elle devient ensuite propriété de l'État. Après la Seconde Guerre mondiale, elle est acquise par la famille Thouéry.
Dans les années 1970, des ibis d'Égypte s'échappent du parc de Branféré et trouvent refuge sur Bacchus. Les propriétaires autorisent alors en 1976 le classement du site, désormais réserve ornithologique.